# Das Mädchen Rosemarie (1996)
Das Mädchen Rosemarie ist ein deutscher Fernsehfilm von Bernd Eichinger aus dem Jahr 1996 mit Nina Hoss in der Hauptrolle. Es handelt sich um eine Neuverfilmung des gleichnamigen Films aus dem Jahr 1958.
Er wurde von Sat.1 als Teil der Reihe German Classics produziert, die deutsche Nachkriegsfilmerfolge neu interpretiert.

## Handlung
Im Nachkriegsdeutschland möchte die aufsässige, aus ärmlichen Verhältnissen stammende Rosemarie Nitribitt in Frankfurt/Main viel Geld verdienen. Aufgrund ihrer Attraktivität wird sie rasch die Geliebte des wohlhabenden  Geschäftsmannes Konrad Hartog, der sie jedoch nur als Affäre sieht. Bei einem Treffen von einflussreichen Industriellen lernt sie den französischen Industriespion Fribert kennen, der sie finanziell unterstützt, dafür aber als Gegenleistung die Aufzeichnung ihrer Treffen mit ihren Freiern aus dem Kreis der Industriellen fordert. Damit möchte der Agent Hartog und seine Geschäftspartner erpressen. Nitribitt bietet Hartog die Bänder an, wenn dieser sie dafür heiratet, dieser lehnt jedoch ab. Am Ende wird Rosemarie Nitribitt von einem unbekannten Täter ermordet, die Bänder bleiben verschwunden.

## Musik
Die Handlung untermalen Melodien aus Giuseppe Verdis Oper La traviata, deren Gegenstand das Schicksal einer Edelprostituierten ist. In einer Szene des Films wird eine Schallplatte mit einer Einspielung von La traviata aufgelegt. 

## Drehorte
Im Film sind das Bamberger Haus im Luitpoldpark, das Nationaltheater in München und die Völklinger Hütte zu sehen.

## Kritiken
„Der ganz auf Oberflächlichkeit getrimmte Film, der sich jedoch auf eine überzeugende Hauptdarstellerin stützen kann, erzählt von ihrem Aufstieg, der bis in höchste (Rüstungs-)Kreise führte, von ihrer Verstrickung mit der Unterwelt und von einer unerwiderten Liebe. 1958 wurde der Stoff von Rolf Thiele verfilmt, der die Doppelmoral seiner Zeit mit satirischen Mitteln geißelte.“